# Calatorao
Calatorao és un municipi d'Aragó, situat a la província de Saragossa i enquadrat a la comarca de Valdejalón.
Les primeres notícies de Calatorao es remunten a l'època en què les tribus celtes -com els lusons, i més tard bel·les i titos - s'instal·len a la vall de Jalón.
En aquesta zona hi havia la important ciutat celtíbera de Nertobriga, la localització exacta encara avui es desconeix.
Aquesta ciutat era a la via romana XXV que unia Cesaraugusta (Saragossa) amb Augusta Emerita (Mèrida), el traçat discorria pel riu Jalón. La seva posició a 21 milles de Bílbilis (Calataiud) i 14 de Segontia (La Muela), correspon a un lloc situat entre Calatorao, Ricla i L'Almunia de Donya Godina.
Una necròpolis romana amb tégules, apareguda a dos quilòmetres a l'oest de la vila, testifica l'herència romana de la zona.